# Vescicola seminale
Le vescicole seminali sono parte dell'apparato riproduttore maschile. Sono poste vicino alla parete posteriore della prostata e secernono un fluido viscoso che andrà a costituire circa il 60% del liquido seminale.

## Anatomia macroscopica
Le due vescicole seminali sono strutture tubulari che, distese, hanno circa 15 cm di lunghezza, mentre nella normale posizione ripiegata occupano 5-7 cm di lunghezza e 2-3 cm di diametro. Sono situate tra la parete posteriore del collo vescicale e la ghiandola prostatica e si uniscono alla rispettiva ampolla del dotto deferente immediatamente al di sopra della prostata.

## Anatomia microscopica
La mucosa forma ampie convoluzioni e forma degli spazi lacunari che, visti in proiezione tridimensionale, si aprono in un lume centrale rivestito da epitelio cilindrico pseudostratificato formato da cellule basali corte e cellule cilindriche basse.
Le cellule colonnari possiedono numerosi e corti microvilli e un unico flagello che sporge nel lume ghiandolare. Nel citoplasma sono presenti un reticolo endoplasmatico rugoso, l'apparato del Golgi, numerosi mitocondri, gocce lipidiche, pigmenti lipocromici e abbondanti granuli di secrezione. L'altezza delle cellule varia proporzionalmente al livello ematico di testosterone.
Il tessuto connettivo subepiteliale è di tipo fibroelastico ed è rivestito da cellule muscolari lisce disposte in uno strato circolare interno ed uno longitudinale esterno. Lo strato muscolare liscio è rivestito da un sottile strato di connettivo fibroelastico.

## Funzione
Una volta si riteneva che le vescicole seminali servissero da deposito per gli spermatozoi, i quali sono comunque rintracciabili all'interno di queste. Attualmente è noto che la funzione delle vescicole è quella di produrre un liquido ricco di fruttosio che costituisce il 60% del liquido seminale. Anche se il liquido seminale contiene altre sostanze quali amminoacidi, prostaglandine, citrato, proteine, va detto che il fruttosio è il suo costituente principale e rappresenta la fonte energetica degli spermatozoi.